# 짱구는 못말려 극장판: 태풍을 부르는 황금 스파이 대작전
《짱구는 못말려 극장판: 태풍을 부르는 황금 스파이 대작전》(일본어: 映画クレヨンしんちゃん嵐を呼ぶ黄金のスパイ大作戦→영화 크레용 신짱: 아라시를 부르는 황금의 스파이 대작전)은 2011년 제작된 일본의 애니메이션 영화이다.
우스이 요시토의 《주간 액션》에 연재된 만화 《크레용 신짱》을 원작으로 하여 제작된 TV시리즈 《짱구는 못말려》의 극장용 애니메이션 영화 시리즈 제19작이다.
대한민국에서는 대원미디어㈜에서 수입하여 어린이날에 맞춰 2012년 5월 3일에 극장 개봉 예정이었으나 앞당겨져 2012년 4월 26일에 한국어 더빙만으로 극장에서 개봉했다. 더빙에서 지명 및 등장인물 이름 등은 TV 애니메이션의 한국어 더빙에서 사용한 한국식 이름을 그대로 사용하였다.

## 줄거리
어느 날, 신노스케의 앞에 레몬이라는 여자 아이가 나타난다. 레몬은 자신을 액션 가면의 동료라고 소개하면서, 자신의 나라인 스카시베스탄 공화국의 주적인 헤델나 대왕국의 사악한 헤가델 박사가 액션 캡슐을 가져갔다고 말한다. 그것을 다시 가져올 수 있는 건 헤가델 박사와 체형이 같은 신노스케 뿐이라고 말하고는 캡슐을 액션 가면에게 돌려주면 액션 가면을 만나게 해주겠다고 말한다. 신노스케는 처음에 믿지 못하는 듯한 표정을 짓다가, 레몬이 액션 가면을 핸드폰으로 소개시켜 줌으로써 액션 가면과 대화를 한 번 하고나자, 신노스케는 레몬의 말을 전적으로 믿고 말았다. 그리고 신노스케는 헤가델 박사의 연구소로 잠입하기 위해 스파이 활동에 필요한 훈련을 하게 된다.

## 평가
이 극장판은 괜찮은 평가를 받았다. 연령층별로 평가가 다양했는데, 저연령층들에게는 좋은 평을 남겼으나, 고연령층들에게는 안 좋은 평을 남기고 말았다.

## 짱구 극장판 등장인물
- 노하라 신노스케 (신짱구)
- 노하라 히로시 (신형만)
- 노하라 미사에 (봉미선)
- 노하라 히마와정(신짱아)
- 스노모노 레몬
- 플럼
- 라임
- 이츠하라 (도우마)
- 나라오신마(오방구)
- 요슬 (오뀌다)
- 헤가델 박사 (나와뿡 박사)
- 쟈가 (감자)
- 맛슈 (고구미)

## 캐스트
- 노하라 신노스케 - 야지마 아키코
- 노하라 히로시 - 후지와라 케이지
- 노하라 미사에 - 나라하시 미키
- 노하라 히마와리 - 코오로기 사토미
- 시로, 카자마 토루 - 마시바 마리
- 사쿠라다 네네 - 하야시 타마오
- 사토 마사오 - 이치류사이 테이유
- 보오쨩 - 사토 치에
- 액션가면 - 겐다 텟쇼
- 미미코 - 코자쿠라 에츠코
- 레몬 - 아이카와 리카코
- 플럼 - 호리우치 켄유
- 라임 - 사쿠라이 토모
- 이츠하라 - 나카지마 마리
- 연구원 W - 타츠타 나오키
- 연구원 M - 쿠마모토 킷세이
- 연구원 B - 키무라 마사후미
- 검은 옷 - 쿠라타 마사요, 나스 메구미
- 미술수남 - 하즈미 준
- 여대생 - 아다치 토모, 신도 케이
- 나라오 - 이노우에 키쿠코
- 요슬 - 카와나미 요코
- 후카시 - 오오니시 타케하루
- 토로로 - 타나카 카즈나리
- 아카리 - 사카구치 슈헤이
- 버터 - 우라야마 진
- 아즈마 - 노무라 켄지
- 헤가델 박사 - 야마노 후미토
- 재규어 - 무라카미 신고 (칸쟈니∞)
- 매쉬 - 오쿠라 타다요시 (칸쟈니∞)

## 스태프
- 원작 : 우스이 요시토 《크레용 신짱》
- 캐릭터 원안 : 우스이 요시토
- 감독 : 마스이 소이치
- 각본 : 고구레 교
- 그림 콘티 : 마스이 소이치, 하시모토 마사카즈, 다카하시 와타루, 시기노 아키라
- 연출 : 마스이 소이치, 다카하시 와타루
- 작화감독 : 하라 가쓰노리, 오오모리 다카토시, 하리가야 히데오
- 미술감독 : 타카하시 사치, 와타나베 미호
- 캐릭터 디자인 : 하라 가쓰노리, 스에요시 유이치로
- 색채설계 : 노나카 사치코
- 촬영감독 : 우메다 토시유키
- 동화 검사 : 코하라 켄지
- 특수효과 : 사토 카오리
- CGI : 츠츠미 노리유키
- 점토 애니메이션 : 이시다 타쿠야
- 음악 : 아라카와 토시유키, 타다 아키후미, 이우치 케이지
- 음향 감독 : 오오쿠마 아키라
- 음향 감독 조수 : 우라카미 야스유키
- 음향 제작 데스크 : 호즈미 치아키
- 믹서 : 우치야마 타카아키
- 어시스턴트 믹서 : 다구치 노부타카
- 음향 효과 : 피즈 사운드 크리에이션 마츠다 아키히코, 쇼지 마사히로, 와시오 켄타로, 가자마 유카
- 편집 : 미야케 요시타카
- 음향 제작 : AUDIO PLANNING U
- 녹음 스튜디오 : APU MEGURO STUDIO
- 음악 제작 : 이매진, 사이토 유지, 마사루
- 음악 협력 : 테레비 아사히 뮤직
- 치프 프로듀서 : 와다 야스시, 스기야마 노보루, 마츠시타 요코, 미노우라 가쓰시
- 제작 데스크 : 야마사키 사토시, 마부치 요시키
- 프로듀서 : 요시다 유우키, 모토이 켄고, 츠루사키 리카, 스즈키 켄스케
- 제작 : 신에이 동화, 테레비 아사히, ADK, 후타바샤
- 배급 : 토호

## 주제가
- 오프닝 테마 《T.W.L》
  - 작사·작곡 : 키타가와 유진, 편곡 : 노마 고스케, 노래 : 칸쟈니∞
- 주제가 : 《옐로 팬지 스트리트》 (테이치쿠 엔터테인먼트)
  - 작사·작곡 : TAKESHI, 편곡 : 구메 야스타카·TAKESHI, 노래 : 칸쟈니∞

## 해외 수출

### 대한민국
- 개봉 : 2012년 5월 3일→2012년 4월 26일
- 관람등급 : 전체 관람가
- 러닝타임 : 107분
- 수입 : 대원미디어㈜
- 배급 : 롯데쇼핑㈜ (롯데엔터테인먼트 명의)
- 홍보 마케팅 : 이노기획
- 온라인 마케팅 : ㈜빅마우스 커뮤니케이션즈 (빅마우스 명의)
- 디자인 : 해머 (HAMMER)
- 예고편 : 줌 (ZOOM)
- 저작권 보호 대행 : ㈜그레버티, ㈜미디어이야기
- 홍보대사 : Girl's Day
- 홈페이지 : https://web.archive.org/web/20110804180551/http://www.jjang-gu.co.kr/
- 공식 카페 : http://cafe.naver.com/jjanggumovie

#### 목소리 출연
- 박영남 : 짱구 역
- 김하영 : 레몬 역
- 강희선 : 엄마 역
- 오세홍 : 아빠 역
- 여민정 : 철수 / 짱아 / 오뀌다 역
- 정혜옥 : 훈이 / 도우마 역
- 장경희 : 유리 / 흰둥이 / 오방구 역
- 현경수 : 액션가면 역
- 황원 : 나와뿡 역
- 이재범 : 감자 역
- 이경태 : 고구미 역
- 김혜진 : 라임 역
- 이동훈 : 플럼 역

## 같이 보기
- 짱구는 못말려
- 우스이 요시토

## 갤러리

일본어 포스터